# Blastobasis lavernella
Blastobasis lavernella is een vlinder uit de familie spaandermotten (Blastobasidae). De wetenschappelijke naam is voor het eerst geldig gepubliceerd in 1894 door Walsingham.
De soort komt voor in Europa.